# Зорине
Зо́рине — село в Україні, у Свеській селищній громаді Шосткинського району Сумської області. Населення становить 160 осіб. До 2020 орган місцевого самоврядування — Микитівська сільська рада.
Після ліквідації Ямпільського району 19 липня 2020 року село увійшло до Шосткинського району.

## Географія
Село Зорине розташоване на березі річки Янівка, яка через 2 км впадає в річку Свіса, вище за течією примикає село Нарбутівка. Поруч проходить залізниця, станція Холмівка на відстані 2,5 км.